# 2023 en musique
| \| • Retour à la chronologie générale de la musique populaire • \| |
| XXIe siècle • XXe siècle • XIXe siècle • XVIIIe siècle XVIIe siècle • XVIe siècle • XVe siècle • XIVe siècle XIIIe siècle • XIIe siècle • XIe siècle • Xe siècle IXe siècle • VIIIe siècle • Haut Moyen Âge • Rome • Grèce |
| • Retour à la chronologie générale de la musique populaire • |

| • Retour à la chronologie générale de la musique populaire • |

| Années de la musique populaire : 2020 - 2021 - 2022 - 2023 - 2024 - 2025 - 2026    |
| Décennies de la musique populaire : 1990 - 2000 - 2010 - 2020 - 2030 - 2040 - 2050 |

Cet article présente les faits marquants de l'année 2023 en musique.

## Faits marquants

### En France
- 15 millions d'albums sont vendus en France en 2023[1].
- La tournée Nevermore de Mylène Farmer est la plus grande tournée des stades pour une artiste en France[2].

### Dans le monde
- Décès de Jeff Beck, David Crosby et Sinéad O'Connor.

## Disques sortis en 2023
- Albums sortis en 2023
- EP sortis en 2023
- Singles sortis en 2023

## Succès de l'année en France (singles)

### Chansons classées Numéro 1
Cette liste présente, par ordre chronologique, tous les titres s'étant classés à la première place du Top Mégafusion (streaming + ventes) durant l'année 2023.
- Zola : Amber
- Maes : Galactic
- Gaulois feat. Ninho : Jolie
- Miley Cyrus : Flowers
- Hamza feat. Damso : Nocif
- Zola feat. Damso : Cœur de ice
- PLK : Demain
- Naps feat. Gazo, Ninho: C'est carré le S
- Ninho : Freestyle LVL UP 1
- No Limit, Gazo, Damso : La rue
- SDM : Bolide allemand
- Ninho feat. Central Cee : Eurostar
- Soolking feat. Gazo : Casanova
- Dave feat. Tiakola : Meridian
- Jungeli featuring Abou Debeing, Alonzo, Lossa et Imen Es : Petit génie
- Íñigo Quintero : Si no estás
- Gazo & Tiakola : Notre-Dame
- Mariah Carey : All I Want for Christmas Is You

## Succès de l'année en France (albums)
Cette liste présente, par ordre alphabétique, les albums sortis en 2023 ayant obtenu une certification Platine ou Diamant en France.

### Triples disques de platine (plus de 300 000 ventes)
- Werenoi : Carré

### Doubles disques de platine (plus de 200 000 ventes)
- Djadja et Dinaz : Alpha
- Florent Pagny : 2 bis
- Gazo & Tiakola : La mélo est gangx
- Hamza : Sincèrement
- Jul : La route est longue
- Måneskin : Rush!
- Ninho : NI
- Vianney : À 2 à 3
- Zaho de Sagazan : La Symphonie des éclairs

### Disques de platine (plus de100 000ventes)
- Aya Nakamura : DNK
- Christophe Maé : C'est drôle la vie
- Freeze Corleone : ADC
- Grand Corps Malade : Plus de reflets
- Hoshi : Cœur parapluie
- Indochine : Central Tour
- Jul : C'est quand qu'il s'éteint ?
- Les Enfoirés : Enfoirés un jour, toujours
- Luidji : Saison 00
- Maes : Omerta
- PLK : 2069'
- Taylor Swift : 1989 (Taylor's Version)
- The Rolling Stones : Hackney Diamonds
- Travis Scott : Utopia
- Werenoi : Telegram 2
- Zola : Diamant du Bled

## Récompenses
- États-Unis : 66e cérémonie des Grammy Awards
- États-Unis : American Music Awards 2023 (en)
- États-Unis : MTV Video Music Awards 2023
- États-Unis : Billboard Music Awards 2023 (en)
- Europe : MTV Europe Music Awards 2023
- Europe : Concours Eurovision de la chanson 2023
- France : 38e cérémonie des Victoires de la musique
- France : NRJ Music Awards 2023
- Royaume-Uni : Brit Awards 2023

## Formations et séparations de groupes
- Groupe de musique formé en 2023
- Groupe musical séparé en 2023